# دهستان پاعلم
پاعلم (پل تنگ)، دهستانی از توابع بخش مرکزی شهرستان پل‌دختر در استان لرستان ایران است.

## جمعیت
این دهستان در شهرستان پلدختر قرار دارد و براساس سرشماری مرکز آمار ایران در سال ۱۳۸۵، جمعیت آن ۱٬۴۸۷ نفر (۳۰۱خانوار) بوده‌است.